# Ris-Orangis
Ris-Orangis [ʁis ɔʁɑ̃ˈʒis]  ist eine französische Gemeinde mit 30.283 Einwohnern (Stand 1. Januar 2022) im Département Essonne in der Region Île-de-France. Sie befindet sich 23 Kilometer südöstlich von Paris und ist Hauptort des Kantons Ris-Orangis. Sie ist zudem Sitz des Dekanats Ris-Orangis-Grigny.
Der Ort war bereits in prähistorischer Zeit besiedelt. Im Mittelalter wurde Ris-Orangis zu einer Kommende der Tempelritter und lebte anschließend vom Weinbau. 1790 fanden in der Gemeinde die ersten Bürgermeisterwahlen des Landes statt. In den 1960ern führte der Anschluss an die Autobahn und ans Pariser Schnellbahnnetz zu einer starken Urbanisierung. Nachdem man sich entschlossen hatte, aus dem Ville-nouvelle-Projekt des Nachbarortes Évry auszusteigen, trat Ris-Orangis in den Gemeindeverbund Évry Centre Essonne ein. 2016 ging dieser in der Communauté d’agglomération Grand Paris Sud Seine-Essonne-Sénart auf.

## Geographie

### Lage
| Bauliche Nutzung       | Prozent | Fläche (in Hektar) |
| ---------------------- | ------- | ------------------ |
| Überbaute Flächen      | 53,08 % | 440,88             |
| Nichtüberbaute Flächen | 22,79 % | 189,31             |
| Naturflächen           | 24,13 % | 200,38             |
| Quelle: Iaurif         |         |                    |

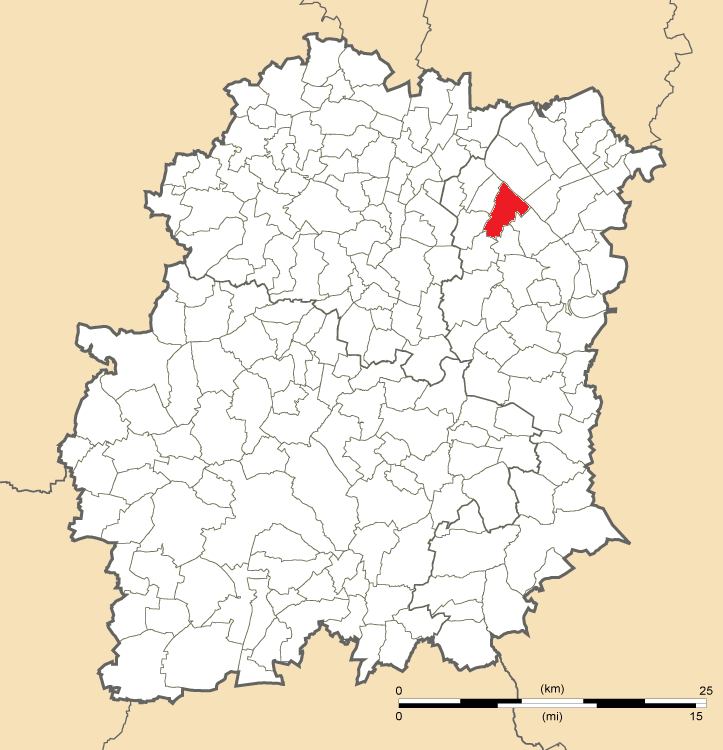
Lage von Ris-Orangis im Département Essonne

Ris-Orangis befindet sich in der Region Île-de-France, im Nordosten des Départements Essonne, eingegliedert in die Pariser Agglomeration, an der Nordostgrenze des Naturraums Hurepoix. Das Gemeindegebiet ist trapezförmig mit einer Fläche von ungefähr 831 Hektar, von denen circa 53 % überbaut, 23 % nicht überbaut und 24 % Naturfläche oder landwirtschaftlich genutzt sind. Die längste Flächendiagonale misst fünf Kilometer in Nordost-Südwest-Richtung, die geringste von Nordwest nach Südost beträgt einen Kilometer. Die Gemeinde wird im Nordosten von der Seine und im Süden vom Bach Écoute-s’il-Pleut eingegrenzt.
Das Rathaus der Gemeinde liegt genau 23 Kilometer südöstlich vom Pariser Point Zéro an der Kathedrale Notre-Dame entfernt. Drei Kilometer südlich befindet sich Évry, sieben Kilometer südöstlich Corbeil-Essonnes, elf Kilometer westlich Montlhéry, 14 Kilometer nordwestlich Palaiseau, 14 Kilometer südwestlich Arpajon, 20 Kilometer südwestlich La Ferté-Alais, 28 Kilometer südlich Milly-la-Forêt, 31 Kilometer südlich Étampes und 33 Kilometer südwestlich Dourdan. In südöstlicher Richtung sind es außerdem 306 Kilometer nach Ris im Département Puy-de-Dôme und in südwestlicher Richtung 659 Kilometer nach Ris im Département Hautes-Pyrénées.

### Hydrographie
An der nordöstlichen Gemeindegrenze verläuft die Seine, die drei Kilometer auf dem Gemeindegebiet zurücklegt. In unmittelbarer Umgebung liegen mehrere Überschwemmungsseen, von denen einer flussabwärts zum Lac de Viry-Châtillon gehört. Mehrere größere Zierteiche findet man beim Krankenhaus der Dranem-Stiftung, in der Domäne von Aunette, im Fromont-Park und im Gewerbepark von Orme Pomponne. Im äußersten Süden des Gemeindeareals fließt der in die Seine mündende Bach Écoute-s’il-pleut (zu deutsch Hör mal, ob es regnet). Im südwestlichen Teil der Gemeinde verläuft von Süden nach Norden ein unterirdisches Aquädukt, das Trinkwasser von der Vanne und der Loing ins Montsouris-Reservat nach Paris transportiert.

### Topografie und Geologie
Die Gemeinde von Ris-Orangis ist am östlichen Rand des Hurepoix-Plateau, auf dem Westhang des Seinetals, angesiedelt. Die Gemeindefläche fällt stufenförmig von 85 m Höhe bei der ehemaligen Pferderennbahn im Süden bis auf 34 m Höhe am Fluss an der Grenze zu Draveil ab. Im Westen ist das Gefälle bis zur Route nationale 7 und zum 77 m hoch gelegenen Plateau-Viertel relativ schwach. Weiter nördlich fällt das Gelände auf 56 m Höhe bei der 600 m entfernten Gendarmerie und bis auf nur 37 m an der Nordgrenze zu Grigny ab.
Der Unterboden setzt sich aus aufeinander folgenden Sand-, Sediment-, Mergel- und Gipsschichten zusammen. Die tiefste Schicht wird aus dem für das Pariser Becken typischen Kalkstein gebildet.

### Stadtgliederung
Ris-Orangis ist in mehrere Stadtviertel aufgegliedert. Nördlich der route nationale 7 befinden sich die Viertel Parc de Fromont, Hameaux de la Roche und Ris-Select. Südlich findet man die Quartiere Theuillerie, Bel-Air, Domaine de l’Aunette, Plateau, Ferme du Temple, die Großwohnsiedlung Moulin à Vent, Terres Saint-Lazare und Orme Pomponne. Südlich der Autobahn liegt das Gewerbegebiet Bois de l’Épine. Mehrere Örtlichkeiten tragen noch ihre alte Flurnamen, wie beispielsweise Bois du Kiosque, Bois du Temple („Tempelwald“), Aunette, Trousseau, Pré aux vaches („Kuhweiden“) und Parc d’Orangis.
Das Institut Insee teilt die Gemeinde in zwölf statistische Zonen auf: Trousseau-Hameau Roche, Maire-Gare, Artistes lyriques-la Theuillerie, Centre 1 und 2, Aunette, Ferme du Temple, Ferme d’Orangis, Moulin à vent 1 und 2 sowie Saint-Lazare-Bois de l’Épine-Hippodrome. Die Großwohnsiedlung von Plateau ist als problematische Zone urbaine sensible (ZUS) klassifiziert. Die Wohngebiete „Rénovation“, „Oiseaux“ nördlich der N 7 und „Gare“ am Bahnhof erhalten in Zukunft ein Sanierungsprogramm.

### Nachbargemeinden
Die Seine bildet eine natürliche Grenze zur Gemeinde Draveil im Norden und Nordosten und zur Gemeinde Soisy-sur-Seine im Osten. Im Südosten markiert die rue de l’Écorne-Bœuf, die route départementale 92 und der Bach Écoute-s’il-Pleut die Grenze zu Évry. Der Bach trennt auch die Gemeinde von Courcouronnes im Süden. Im Südwesten befindet sich ein kurzer Grenzabschnitt zu Bondoufle, im Westen dient die route de la Chasse sowie der Waldweg des Hôtel-Dieu als Grenzlinie zu Fleury-Mérogis und im Nordwesten trennt die avenue de la Première Armée française Rhin et Danube sowie der chemin des Glaises Ris-Orangis von Grigny.

## Bevölkerung

### Einwohnerentwicklung
Bei der ersten 1793 eingeführten Volkszählung hatte Ris 553 Einwohner und verlor nach dem Niedergang einzelner aristokratischer Landgüter ein Zehntel seiner Bevölkerung. Danach setzte ein langsames Wachstum bis auf 864 Einwohner im Jahr 1851 ein, bevor zehn Jahre später die Tausender-Grenze überschritten wurde. Der Deutsch-Französische Krieg sorgte 1870 für einen Rückgang auf 990 Einwohner, bevor bis zur Jahrhundertwende wiederum ein Wachstum bis auf 1495 Einwohner einsetzte. Ab der Zwischenkriegszeit beschleunigte sich die Bevölkerungszunahme mit der Entwicklung von Wohnsiedlungen auf 3.783 Einwohner im Jahr 1936. Während der Trente Glorieuses sorgte der Bau von Großwohnsiedlungen für eine Bevölkerungsexplosion auf 9.027 Einwohner im Jahr 1962 und auf 23.511 Einwohner sechs Jahre darauf. 1975 erreichte die Bevölkerungszahl ihren Höchststand, bevor bis zur Jahrtausendwende ein leichter Rückgang und schließlich eine Stabilisierung einsetzte. Bei einem Ausländeranteil von 10,9 % (1999) hatte die Einwanderung auf den Einwohnerzuwachs nur geringe Auswirkungen. Davon waren 3,3 % Portugiesen, 1,2 % Türken, 1 % Algerier und Marokkaner, 0,4 % Italiener, 0,2 % Tunesier und Spanier.
| Jahr      | 1793   | 1800   | 1821   | 1831   | 1851   | 1861   | 1872   | 1901   | 1936   | 1962   |
| Einwohner | 553    | 494    | 623    | 590    | 864    | 1.101  | 990    | 1.495  | 3.783  | 9.027  |
| Jahr      | 1968   | 1975   | 1982   | 1990   | 1999   | 2006   | 2008   | 2012   | 2014   | 2020   |
| Einwohner | 23.511 | 27.249 | 24.925 | 24.677 | 24.437 | 26.620 | 27.006 | 26.800 | 27.304 | 29.643 |

### Lebens- und Einkommensstandards
2008 gingen über 11.800 Personen einer Beschäftigung nach, obwohl nur rund 6.800 Arbeitsplätze in Ris-Orangis zur Verfügung standen. D.h. ein Großteil der Einwohner war in einer anderen Gemeinde tätig. Die Arbeitslosenquote betrug im selben Jahr 11,5 % und lag damit deutlich über dem nationalen Durchschnitt (7,4 %). 83 % der Beschäftigten arbeiteten im öffentlichen Dienst oder in einem unbefristeten Arbeitsverhältnis. Daraus resultierte ein Ungleichgewicht beim Einkommen. Das durchschnittliche steuerpflichtige Nettoeinkommen lag 2008 bei 31.042 Euro, jedoch waren nur 61 % der Bevölkerung einkommensteuerpflichtig. Mit demnach 17.846 Euro durchschnittlichen Steuereinnahmen pro Haushalt lag Ris-Orangis im nationalen Vergleich nur auf Platz 8.010 unter den Gemeinden mit mehr als fünftausend Einwohnern und auf Rang 177 im Département. 55 % der Einwohner waren Wohneigentümer, 30 % lebten in sozialen Wohnbauten.

## Geschichte

### Namensherkunft
Der Name des Ortes leitet sich vom lateinischen Wort rico („Ackerfurche“) ab. Zur Zeit der Französischen Revolution hieß die Gemeinde Brutus, bevor sie sich 1793 in Ris umbenannte. Der heutige Name wurde durch das Bulletin des lois im Jahr 1801 eingeführt.

### Entstehung
Ausgegrabene Mammutzähne, Steinäxte, Bronzestücke und ein Sarkophag deuten auf menschliches Leben während der Stein- und Bronzezeit hin. Das Gebiet befand sich in gallo-römischer Zeit wahrscheinlich an der alten Straße von Lutetia nach Lugdunum.
Am Flurort „Les soixante arpents“ fand man 1919 Grabstätten der Merowinger. 922 schenkte König Robert I. die Blasius von Sebaste geweihte Pfarrei von Ris an die Abtei Saint-Magloire. Bereits aus dem 12. Jahrhundert sind zwei getrennte Dörfer mit den Namen Regis und Orengiacum bekannt. Aus dieser Zeit datiert auch die ehemalige Kirche Saint-Blaise.
Im 13. Jahrhundert besaß der Templerorden eine Kommende und einen Gutshof in Ris, von denen die erstere auf Befehl von Ludwig XIV. abgerissen wurde.

### Adelsgüter

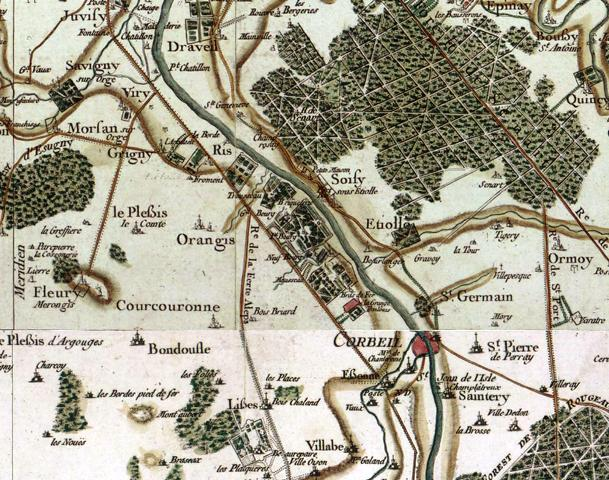
Karte der Region um Ris und Orangis von Cassini (17. Jahrhundert)

Auf dem Grundstück der Dranem-Stiftung konnte ein erstes Schloss aus dem Jahr 1159 nachgewiesen werden. Ab dem 16. Jahrhundert gehörte die Seigneurie von Ris der Familie Faucon de Ris. Ris besaß zahlreiche Schlösser, von denen eines oft durch Heinrich IV. besucht wurde. Im 17. Jahrhundert ließ der Ritter Philippe de Lorraine anstelle der ehemaligen Templerkommende das Château de Ris bauen. Kurz darauf richtete Étienne Soulange-Bodin, in Anlehnung an die britische Royal Horticultural Society, ein königliches Garteninstitut in Fromont ein.
Gegen 1700 kehrte die Seigneurie von Ris zur Familie des lyonaisischen Druckers Anisson-Dupéron zurück, wo sie bis zur Hinrichtung des letzten Herrn Étienne-Alexandre-Jacques Anisson-Dupéron 1794 verblieb. Während der Französischen Revolution beschlossen die Einwohner von Ris, ihre neue Gemeinde nach Brutus, dem Gründer der Römischen Republik, zu benennen. Im 18. Jahrhundert errichtete der Offizier Charles-René de Bombelles das Château d’Orangis. 1802 erwarb General Michel Ordener das Schloss von Trousseau. Am 11. Januar 1790 fanden in Ris die ersten Bürgermeisterwahlen Frankreichs statt.

### Landwirtschaft und Industrialisierung
Bis zum 19. Jahrhundert waren die meisten Einwohner von Ris Winzer, die an den Hängen der Seine Weißwein herstellten. 1843 kam es zur Einweihung des Bahnhofs. 1874 verlegte man im Westen des Gemeindegebietes ein Aquädukt, das Wasser von der Vanne und der Loing nach Paris führte. 1907 wurde die erste öffentliche Schule der Stadt gebaut. 1918 kaufte das Eisenbahnwerk die Mission der Maristenpatres zurück, um dort ein Sanatorium zu errichten. 1927 erwarb die Gemeinde das Château de Ris, um dieses als Rathaus zu nutzen. Während des Zweiten Weltkrieges wurde die Stadt von den Deutschen besetzt, die die Schule École Jules Boulesteix als Depot nutzten und diese vor dem Verlassen der Stadt in Brand setzten. 1946 kaufte das Unternehmen Blédine-Jacquemaire die ehemalige Progil-Fabrik zurück.

## Politik
Ris-Orangis bildet die einzige Gemeinde im gleichnamigen Kanton. Der Kanton ist ins Arrondissement Évry eingegliedert und politisch in den Wahlkreis 9 von Essonne integriert. Im Unternehmensverzeichnis ist Ris-Orangis unter der Nummer SIREN 219 105 210 registriert. Der APE-Code der Gemeinde lautet 8411Z. Als Gründungsmitglied des Gemeindeverbundes Communauté d’agglomération Évry Centre Essonne ist die Gemeinde für verschiedene Aufgaben innerhalb dieses Verbundes zuständig. Dazu gehören unter anderem die wirtschaftliche Entwicklung, die Raumordnung, der soziale Wohnungsbau, die Trinkwasserversorgung, die Verwaltung von Grün- und Waldflächen, der Bau von Freizeit- und Erholungseinrichtungen sowie die Organisation von sportlichen Veranstaltungen. Die Gerichtsbarkeit der Gemeinde liegt beim Amtsgericht, Handelsgericht, Landgericht und Arbeitsgericht von Évry.

### Stadtrat
Der Bürgermeister hat den Vorsitz im Stadtrat, der sich aus 35 Abgeordneten zusammensetzt. Der Bürgermeister wird bei seiner Amtsausübung von 13 Beigeordneten und 21 Ratsdelegierten unterstützt.
| Zusammensetzung des Stadtrats (Mandat 2014–2020) | Zusammensetzung des Stadtrats (Mandat 2014–2020) | Zusammensetzung des Stadtrats (Mandat 2014–2020) | Zusammensetzung des Stadtrats (Mandat 2014–2020) |
| Partei                                           | Vorsitzender                                     | Wahlergebnis                                     | Ratssitze                                        |
| ------------------------------------------------ | ------------------------------------------------ | ------------------------------------------------ | ------------------------------------------------ |
| PS                                               | Stéphane Raffalli                                | 48,50 %                                          | 27                                               |
| DVD                                              | Yves Liebmann                                    | 36,92 %                                          | 6                                                |
| FN                                               | Laurent Stillen                                  | 14,56 %                                          | 2                                                |

### Bürgermeister
Vier Bürgermeister wurden in Ris-Orangis seit 1944 gewählt:
| Zeitraum | Zeitraum  | Name                | Partei | Beruf                       |
| 1944     | 1947      | Jean-Pierre Gourdou | CDL    | Mechaniker                  |
| 1947     | 1971      | Henri Collet        |        | Unternehmer                 |
| 1971     | 1995      | Daniel Perrin       | PCF    | Schriftsetzer               |
| 1995     | 2012      | Thierry Mandon      | PS     | Generalrat, Personalberater |
| 2012     | bis heute | Stéphane Raffalli   | PS     | Generalrat                  |

### Politische Tendenzen und Wahlergebnisse
Obwohl seit den 1970ern von den Linken regiert, scheint Ris-Orangis in Hinblick auf die letzten Wahlergebnisse politisch relativ neutral zu sein, ohne besondere linken oder rechten Wahltendenzen. Eine Ausnahme bilden die kommunalen und kantonalen Wahlgänge, bei denen der Bürgermeister und Generalrat Thierry Mandon (PS) regelmäßig wiedergewählt wurde – erst 2001, dann nochmals mit größerem Vorsprung 2008, als Mandon die Bürgermeisterwahlen gleich im ersten Wahlgang für sich entschied. 2002 gaben die Wähler von Ris dem Kandidaten der Front National bei den Präsidentschaftswahlen überdurchschnittlich viele Stimmen und entschieden sich bei den Parlamentswahlen mehrheitlich für den amtierenden Georges Tron (UMP). Bei der Präsidentschaftswahl 2007 stimmten sie mit knapper Mehrheit für den Kandidaten Nicolas Sarkozy, bevorzugten für die Parlamentswahlen aber, im Gegensatz zum Rest des Wahlkreises, ihren Bürgermeister. Bei den regionalen Wahlen 2004 und 2010 sowie bei den Europawahlen 2004 verbuchten die Linken für sich die Stimmenmehrheit, bei den europäischen Wahlen 2009 lag der Kandidat der UMP vorne. 2005 lehnte die überwiegende Mehrheit von Ris-Orangis den EU-Verfassungsvertrag ab, obwohl die Wähler den Vertrag von Maastricht 1992 noch befürwortet hatten.

### Budget, Steuern und sozialer Wohnungsbau
2009 verfügte die Gemeinde über ein Budget von 41.621.000 Euro. Davon waren 37.099.000 Euro für laufende Ausgaben und 4.522.000 Euro für Investitionen bestimmt. 35,12 % des Geldes werden durch Kommunalabgaben finanziert. Der Steuersatz für die Wohnsteuer liegt bei 17,31 %. Die Grundsteuer bei bebauten und nicht bebaubaren Grundstücken beträgt 21,47 % bzw. 106,32 %, die gemeindeübergreifende Gewerbesteuer 16,67 %. Die Gemeindeverschuldung erreichte im Jahr 2009 die Summe von 41.877.000 Euro, was einer Pro-Kopf-Verschuldung von 1.562 Euro entspricht. Im selben Jahr verfügte die Gemeinde auf ihrem Gebiet über 3.225 Sozialwohnungen, die auf neun verschiedene soziale Wohnungsbaugesellschaften aufgeteilt waren. Mit 30 % Anteil am Gesamtbestand aller Wohnungen liegt die Gemeinde weit über den Empfehlungen des Gesetzes für Solidarität und Stadterneuerung.

### Partnerstädte
Ris-Orangis hat seit dem Jahr 2000 Salfeet in Palästina und Tel Mond in Israel als Partnerstädte.

## Wirtschaft und Infrastruktur

### Wirtschaft

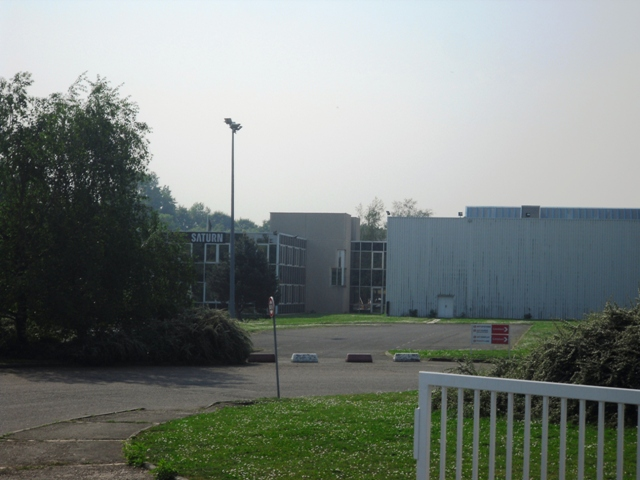
Französischer Hauptsitz von Saturn

Die Gemeinde befindet sich im Einzugsgebiet von Évry, das 1999 fast 70 Gemeinden und 270.000 Einwohner umfasste, von denen 9 % aus Ris-Orangis stammen. Obwohl in erster Linie als Wohngebiet vorgesehen, haben sich in der Gemeinde mehrere Unternehmen angesiedelt. 2009 gab es rund 1.200 Gewerbebetriebe, von denen 64 % im Tertiärsektor wirtschafteten. Die größten Gewerbegebiete liegen im Nordosten am Flussufer der Seine, im Westen (Gewerbeparks Terres Saint-Lazare und Orme Pomponne) sowie im Süden (Bois de l’Epine), wo sich der französische Hauptsitz der Elektronikhandelskette Saturn befindet. Eines der bedeutendsten Industrieunternehmen ist die Metallgießerei Fonderie de Gentilly direkt an der Autoroute A6. Landwirtschaft und Tourismus spielen eine untergeordnete Rolle. Auf einer Fläche von 734 Hektar waren 1988 noch drei Landwirtschaftsbetriebe tätig, die sechs Jahre später jedoch allesamt verschwunden waren. Die Gemeinde hat weder ein Hotel noch einen Campingplatz.

### Verkehr

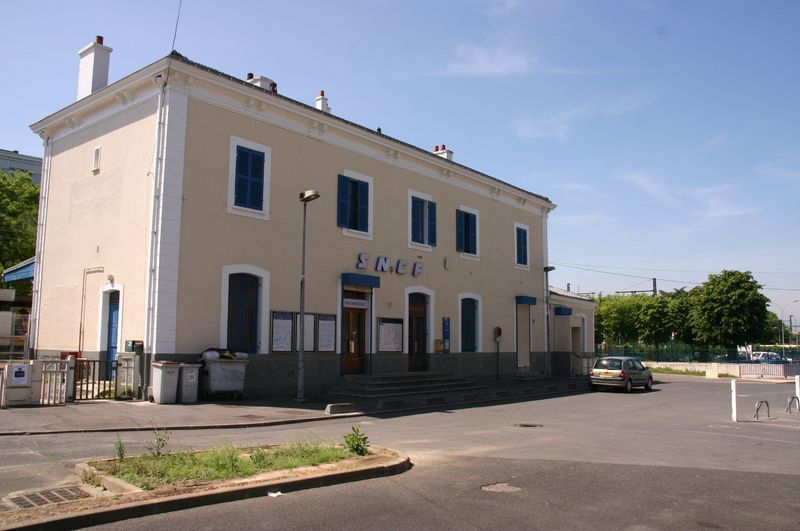
Bahnhof von Ris-Orangis

Von den diversen durch das Gemeindegebiet verlaufenden Verkehrsachsen ist die hauptsächlich zum Warentransport verwendete Seine die älteste. Sie besitzt zwei Verladeplätze in den Nachbargemeinden Évry und Viry-Châtillon. Die Pont de l’Amitié („Freundschaftsbrücke“) ermöglicht die Überquerung des Flusses in Richtung Draveil. Parallel zum Fluss verlaufen von Nord nach Süd zwei Eisenbahnstrecken, die hauptsächlich von der Ligne D du RER d'Île-de-France befahren werden. Auf der am Flussufer verlaufenden Strecke Villeneuve-Saint-Georges–Montargis besitzt die Gemeinde zwei Bahnhöfe, den Bahnhof Ris-Orangis und weiter flussaufwärts den Bahnhof Grand Bourg. In Richtung des Plateaus verzweigt die Strecke Grigny–Corbeil-Essonnes mit dem sich unweit der Grenze zu Ris-Orangis befindenden Bahnhof Grigny–Centre und dem weiter südlich gelegenen Bahnhof Orangis–Bois de l’Épine.
Entlang des Seine-Tals wird die Gemeinde von zwei Fernstraßen durchquert. Im Nordosten verläuft die ehemalige route nationale 7 (N 7), auch avenue de la Libération genannt. Im Südwesten verkehrt die Autoroute A 6 mit zwei Abfahrten, die auf die Route nationale 104 und die zur N 7 führenden route départementale 91. Ergänzend zur D 91 durchquert die D 31 die Gemeinde von West nach Ost und verlässt diese beim Überschreiten der Seine im Nordosten.
Die Fernstraßen werden von mehreren Omnibuslinien befahren, darunter von der Linie DM4 des Busunternehmens Daniel Meyer, von der Linie 91-09 der Albatrans, von insgesamt neun Linien der TICE sowie von den Nachtbuslinien N135 und N144. Darüber hinaus befindet sich die Gemeinde neun Kilometer südöstlich des Flughafens Paris-Orly und 41 Kilometer südwestlich des Flughafens Paris-Charles-de-Gaulle.

### Bildung

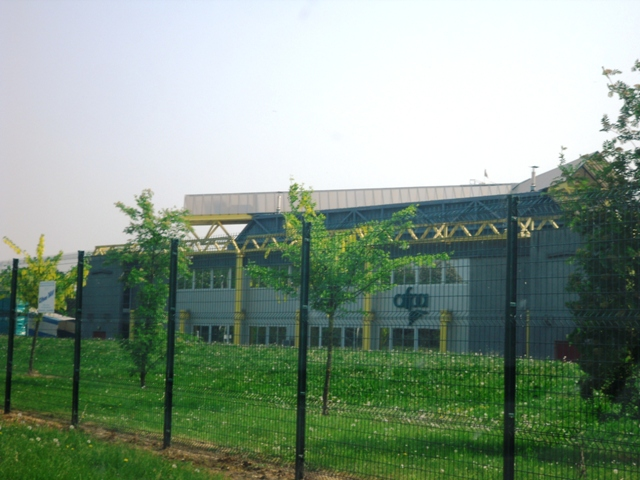
AFPA-Bildungszentrum

Die Schulen in Ris-Orangis sind an die Akademie von Versailles angeschlossen. Die Gemeinde besitzt insgesamt drei Vorschulen, zwei Grundschulen und vier Primarschulen. Zu den höheren Bildungseinrichtungen zählen zwei Collèges und eine Fachschule. Darüber hinaus gibt es ein Berufsbildungszentrum für Erwachsene (Centre AFPA).
Die Primarschule Groupe scolaire Adrien Guerton im Stadtzentrum in der Nähe des Rathauses existiert bereits 1907 unter dem Namen „Groupe scolaire du Centre“. Die erste öffentliche Schule von Ris-Orangis wurde am 27. September 1908 offiziell eingeweiht. Für den Bau erwarb die Gemeinde einen Teil des Grundstücks vom Riser Schlosspark und insbesondere das darauf stehende Pförtnerhaus, das eine Kapelle beherbergte und für das neue Schulgebäude abgerissen wurde. Der Schulhof ist wegen der damaligen Trennung von Mädchen und Jungen in zwei Hälften geteilt. 1946 erfolgte durch den Stadtrat eine Umbenennung nach dem ehemaligen Bürgermeister Adrien Guerton.
Im Ortsteil Orangis entstand 1933 die heutige École Jules Boulesteix. Zunächst „Ecole du Domaine“ oder „Ecole du Plateau“ benannt, befand sie sich damals ziemlich isoliert am Stadtrand. Wie bei allen nicht gemischten Schulen zu dieser Zeit war ihr Innenhof durch eine Mauer getrennt. Eine offene Galerie bot vom Hof aus Zugang zu den Klassenräumen, sie wurde später mit großen Glasfenstern versehen. Im Zweiten Weltkrieg besetzten Deutsche die Schule und nutzten die Keller als Lagerräume. Bei der Befreiung 1944 wurde die Schule in Brand gesetzt. 1946 erfolgte die Umbenennung nach dem früheren Bürgermeister Jules Boulesteix. Die Schule wurde mehrmals vergrößert und 1962 in eine Primarschule umgewandelt.
Im Zuge des rasanten Bevölkerungszuwachses entstanden in den 1960er und 1970er Jahren weitere Schulneubauten auf dem Stadtgebiet. Die beiden Collèges, das Collège Albert Camus und das Collège Jean Lurçat, befinden sich im Westen und Süden der Stadt. Das Collège Albert Camus wurde 1966 eröffnet und nach dem Pariser Vorbild Collège Édouard-Pailleron im 19. Arrondissement gebaut. Das Gebäude wurde 1973 durch einen Brand vollständig zerstört und 1999 totalsaniert. Ein weiterer Schulkomplex, die Écoles du Moulin à vent, entstand etwas weiter südöstlich in der rue Henri Sellier. Ursprünglich als Mädchenschule geplant, beherbergt sie heute eine Vor- und eine Grundschule und ist für mehr als 320 Schüler ausgelegt. Die École de la ferme du temple wurde 1963 eingeweiht und befindet sich im Stadtteil Ferme d’Orangis. Die Vorschule École maternelle Pablo Picasso liegt im Stadtteil Moulin à vent 2 und beherbergt sechs Klassen mit mehr als 170 Schülern.

### Medizinische Versorgung

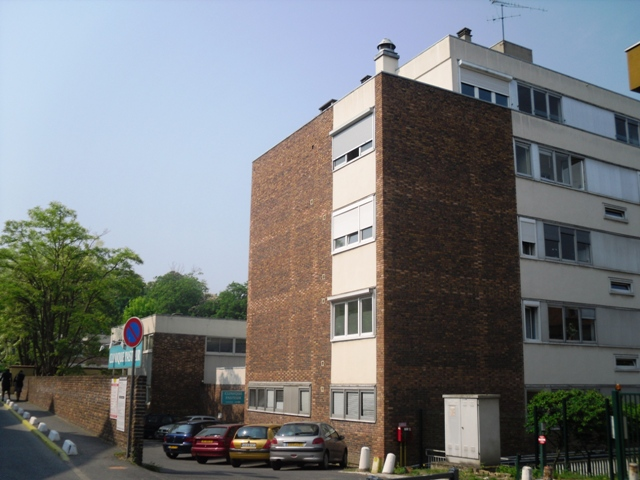
Die Pasteur-Klinik

Die Gemeinde verfügt über ein auf Onkologie und Lungenheilkunde spezialisiertes Krankenhaus der Les-Cheminots-Klinikgruppe sowie über eine zur Domusvi-Gruppe gehörende Pasteur-Klinik. Das Pflegeheim des Château Dranem gehört ebenfalls zu Domusvi. Des Weiteren gibt es das Altenpflegehaus Le Manoir (EHPAD) und eine Behindertenbetreuung im Maison de l’Orée. Im Stadtzentrum und im Viertel Moulin à Vent befinden sich zwei Mutter-und-Kind-Zentren.

### Öffentliche Einrichtungen
Ris-Orangis besitzt die folgenden öffentlichen Einrichtungen: eine Station der Police nationale, eine Rettungsstation der Freiwilligen Feuerwehr, Zweigstellen der Familienkasse und der Krankenkasse CPAM, ein Finanzamt sowie zwei Postfilialen.

## Kultur und Sehenswürdigkeiten

### Rathaus

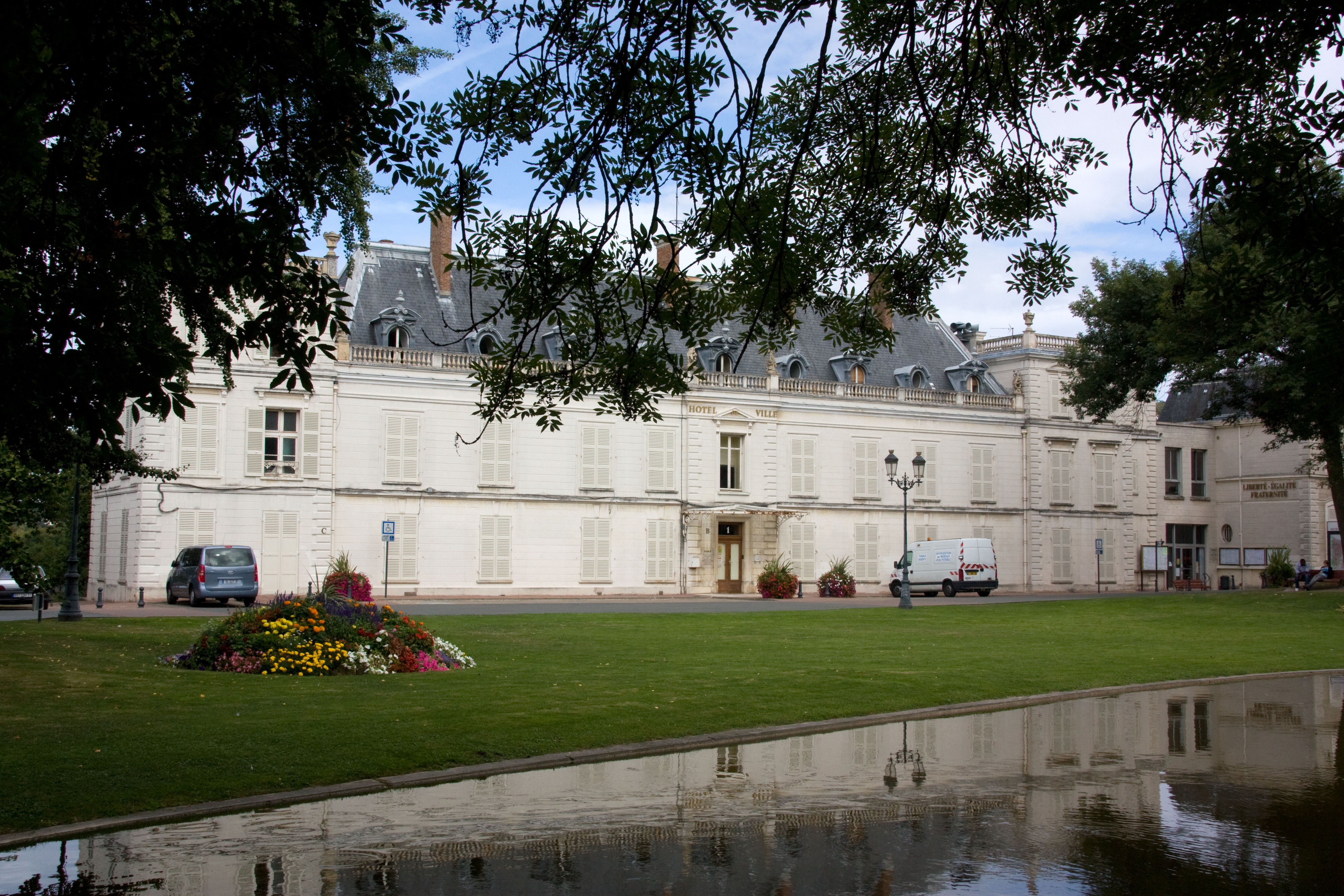
Rathaus mitsamt Schlosspark

Für die Errichtung eines neuen Rathauses erwarb der Gemeindevorstand 1927 das Château de Fromont mitsamt Schlosspark. Dies war erforderlich, da das alte, 1850 gebaute Rathaus nahe der Kirche nicht mehr ausreichend Platz bot. Zugleich brachte man in einem Gebäudeflügel ein Postamt unter und gestaltete den Park neu. Ein großer Teil des Gutes, zwischen der rue de Fromont und den Eisenbahnschienen gelegen, wurde vom Unternehmen Bogny-Braux für den Bau von Maschinenfabriken aufgekauft. Die Ursprünge des heutigen Schlossbaus reichen bis zum Anfang des 18. Jahrhunderts zurück. Auf Befehl von Philippe de Lorraine erfolgte der Neubau anstelle eines mehrfach umgebauten Gebäudes, das bis 1702 häufig von Ludwig XIV. und seiner Hofgesellschaft aufgesucht wurde. Davor befand sich dort eine alte Templerkommende. Der Botaniker Étienne Soulange-Bodin richtete in dem Schloss ein königliches Garteninstitut ein und gestaltete die von André Le Nôtre konzipierten Barockgärten im romantischen Stil um.

### Schlösser

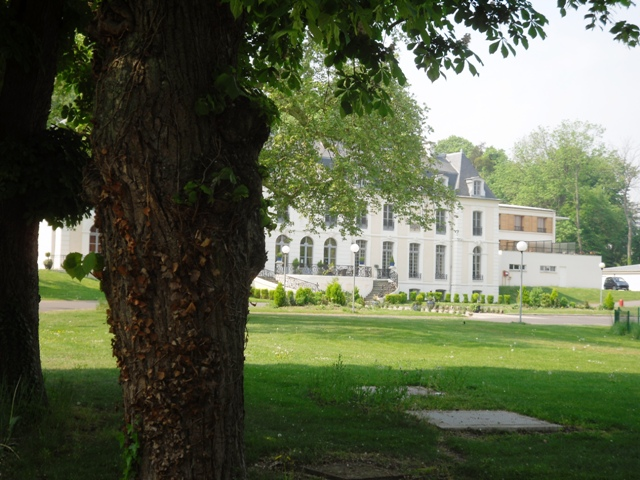
Château Dranem

Ältestes Schloss der Gemeinde ist das Château Dranem, auch Château de Ris genannt. Es stammt aus dem 12. Jahrhundert und gehörte der Familie Faucon. Unter Ludwig XV. wurde es rekonstruiert und erfuhr im weiteren Verlauf mehrfache Veränderungen, darunter eine Vergrößerung zu Beginn des 20. Jahrhunderts. Gegen 1750 kaufte der Leiter der königlichen Druckerei, Jacques II. Anisson Dupéron das Schloss. Während der Französischen Revolution wurde es zum Nationalgut deklariert und ein Teil des Parkes landwirtschaftlich genutzt. General Bonaparte soll das Château kurz vor seinem Ägyptenfeldzug als Landgut in Betracht gezogen haben. Bis Anfang des 20. Jahrhunderts wechselte es mehrfach den Besitzer und wurde 1911 schließlich an den Künstler Dranem veräußert, der in dem Gebäude ein Altenwohnheim für Opernsänger einrichtete. Auf dem großen Parkgelände befindet sich heute ein schmiedeeiserner Pavillon und eine Freilichtbühne. Sehenswert ist auch ein kleiner achteckiger Taubenschlag.
Das Château de Trousseau ist das einzige denkmalgeschützte Gebäude in Ris-Orangis. Es wurde 1802 von General Graf Ordener erworben. Mitte des 19. Jahrhunderts baute der Eigentümer eine Gleisüberführung, da quer durch den Park verlegte Eisenbahnschienen ihm den Zugang zur Seine versperrten. In den Stallungen des Schlosses ist seit mehreren Jahren ein Pony-Verein untergebracht. Auf dem Gutshof gibt es außerdem einen alten Brotbackofen und eine Käserei. Unterhalb des Parks verläuft ein unterirdisches Aquädukt, das Wasser vom Plateau ableitet und einst die Gärten und Zierteiche des Schlosses versorgt hat.

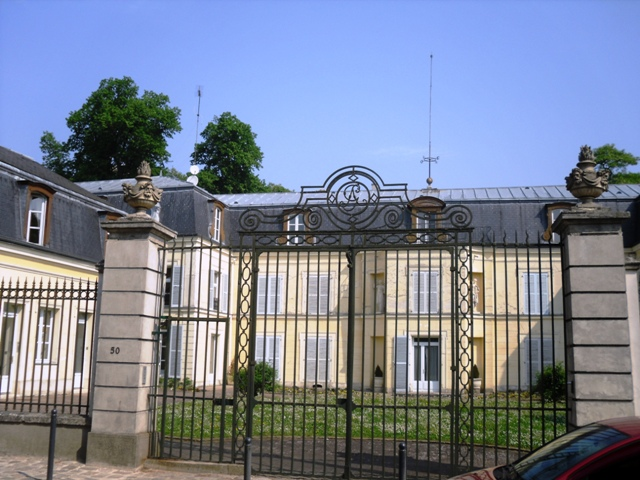
Château d’Orangis

Das Château d’Orangis diente Anfang des 18. Jahrhunderts als Jagdschloss für die Familie Anisson-Duperon und wurde 1793 von der Familie Lot gekauft. Das Schlossgebäude, das 1840 um ein Stockwerk erweitert wurde, steht heute leer. Der Schlosshof ist von einem schönen Eisentor zugänglich. Auf einem Gutshof in der Nähe steht ein auf einem seltenen Ringgewölbe ruhender Taubenturm aus dem 16. Jahrhundert. Seit 1980 beherbergt der Gutshof ein Atelier für Künstler, die den Turm häufig für Ausstellungen nutzen.
Etwas weiter östlich befindet sich das Gutsschloss Château du domaine d’Orangis. Das Landgut gehörte im 12. Jahrhundert Herbert und Gilbert d’Orengy, anschließend dem Ritter Jean de Orangiaco. Im 18. Jahrhundert ging es in den Besitz des Grafen von Bombelles. Das heutige Schloss wurde zwischen 1858 und 1859 gebaut und gehörte zeitweise dem Bürgermeister André-Marie Gomel. Die leer stehende Kapelle kam 1867 hinzu. In dem renovierten Hauptgebäude sind heute Wohnungen untergebracht.

### Kirchen

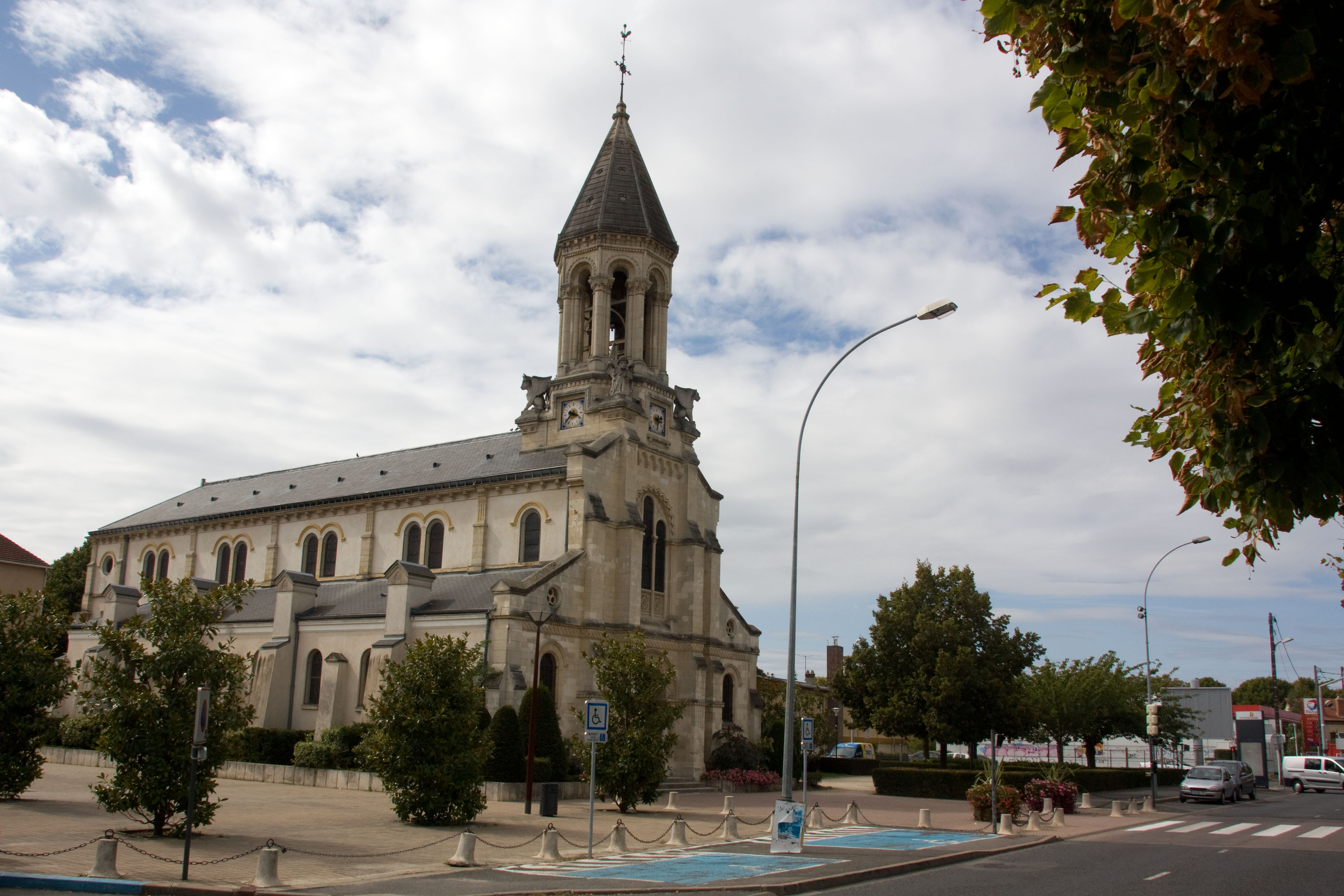
Die Kirche von Ris-Orangis

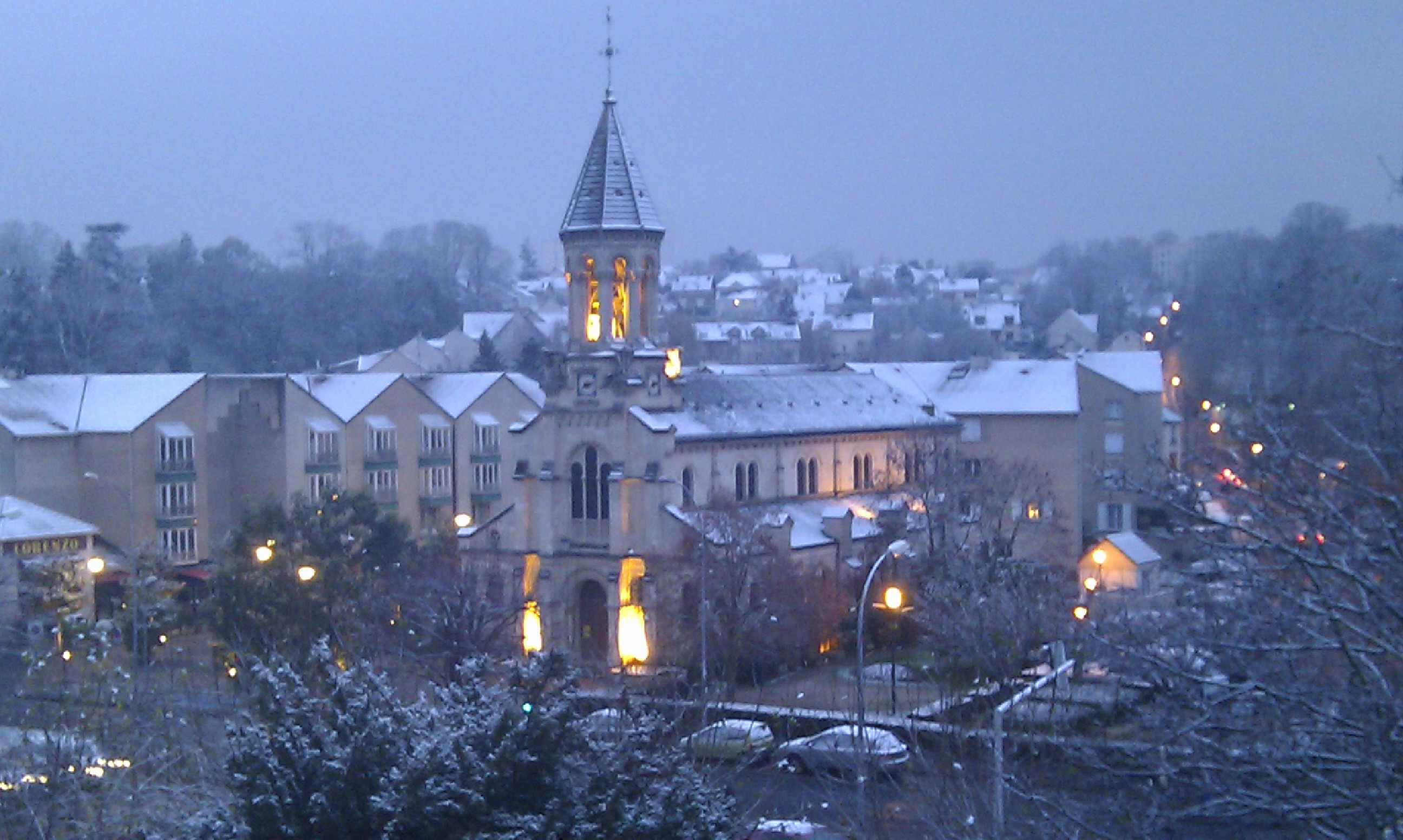
Notre-Dame im Winter

Die Église Notre-Dame ersetzte 1868 ein verfallenes Gebäude aus dem 12. Jahrhundert. Die ehemalige Saint-Blaise gewidmete Kirche diente während der Französischen Revolution als öffentlicher Versammlungsort und von 1793 bis 1797 als Tempel der Vernunft. Von der alten Kirche sind nur die Glocke und die Überreste eines Strebepfeilers übrig geblieben. Der Architekt Georges Ranchon verwirklichte die neue Kirche im neoromanischen Stil und ließ sich dabei von den Pariser Kirchen Saint-Ambroise und Saint-Joseph inspirieren. Die drei Glasfenster der Apsis zeigen die Heilige Jungfrau mit Kind sowie die beiden Schutzheiligen Saint André und Sainte Marguerite. Das Westfenster im südlichen Seitenschiff wird von einer Wandtafel verschlossen und zeigt die „Jungfrau von der Erlösung“.
Die Errichtung der Kapelle Sacré-Coeur ging auf den Wunsch eines Kanonikers im Jahr 1944 zurück – als Dank für die Verschonung der Stadt während der Bombardierungen im Zweiten Weltkrieg. Das Gebäude wurde zusammen von Gemeindemitgliedern und ehrenamtlichen Helfern errichtet. Es ersetzte einen kleinen Holzbau, in dem Religionsunterricht für Kinder stattfand. Beim Umbau von 1972 konnte eine Krypta verwirklicht werden. Zusätzlich wurde das Kirchenschiff vergrößert und mit einem gefächerten Dach abgedeckt. Vor dem Gebäude befindet sich ein viereckiger Kampanile, auf dem eine steinerne Christus-Statue installiert werden sollte. Unglücklicherweise war die Statue so schwer, dass sie die Standfestigkeit des Turmes gefährdete. Sie befindet sich jetzt im Garten gegenüber der Apsis.

### Parks und Grünflächen
Ris-Orangis ist Teil des Pariser Grüngürtels, der sich 10 bis 30 km vom Zentrum entfernt erstreckt. Innerhalb der Gemeinde dominieren vor allem Gärten und Parks, die ungefähr 10 % der Gesamtfläche einnehmen und für ein relativ grünes Stadtbild sorgen. Im Stadtzentrum nördlich der A6 liegen die meisten Parks, von denen sich viele in Privatbesitz befinden. Teile des Gemeindeterritoriums am Ufer der Seine und östlich des Baches L’Ecoute s’il pleut sind in die Seine-Landschaft zwischen Corbeil-Essonnes und Villeneuve-Saint-Georges eingebettet und gelten als besonders geschützte ZNIEFF-Naturgebiete.

### Kulturelle Einrichtungen

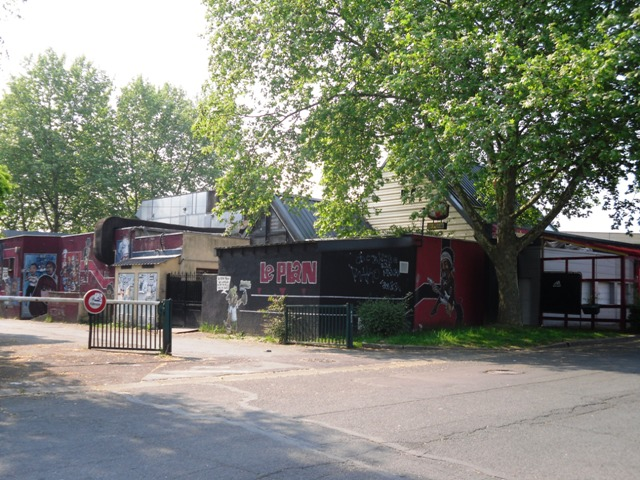
Konzerthalle Le Plan

Zu den wichtigsten Kultureinrichtungen in Ris-Orangis gehören die Konzerthalle Le Plan mit einer Kapazität von 600 Sitzplätzen, das mit einem Art-et-Essai-Kino ausgestattete Kulturzentrum Robert Desnos, ein Maison des jeunes et de la culture (MJC), die Mediatheken Elsa Triolet und Raymond Queneau, das Kino Jean-Louis Barrault und eine Musikhochschule.

### Sport
Die Gemeinde verfügt über diverse sportliche Einrichtungen, darunter befinden sich die beiden Sportstadien Émile Gagneux und Latruberce, mehrere Sport- und Turnhallen sowie ein Schwimmbad. Einziger Sportverein ist der Union sportive de Ris-Orangis (USRO) mit mehr als 4.000 Mitgliedern in 33 Sportarten. Der Verein ging 1945 aus dem Zusammenschluss mehrerer kleiner Vereine hervor, darunter aus dem 1919 gegründeten Turnverein L’Étoil, dem Club Athlétique de Ris-Orangis und dem Radsportverein Vélo Club Ris-Grigny. Im Südwesten der Stadt befindet sich die 1996 geschlossene Pferderennbahn Hippodrome de Bondoufle.

## Söhne und Töchter
- Patrick Chila (* 1969), Tischtennisspieler
- Benoît Pourtanel (* 1974), Eishockeyspieler
- Sébastien Haller (* 1994), Fußballspieler